# Frank Buckley
Franklin Charles Buckley, detto Frank (Urmston, 3 ottobre 1882 – Walsall, 21 dicembre 1964), è stato un calciatore e allenatore di calcio inglese, di ruolo difensore.

## Biografia
Nato ad Urmston, nel Lancashire, frequentò il St. Francis Xavier's College di Liverpool prima di divenire un impiegato d'ufficio. Già parte del reggimento di Manchester, venne trasferito nel reggimento di King (Liverpool) aspettandosi di essere arruolato per la Seconda guerra boera, ma invece venne inviato presso l'Irlanda. Si congedò dall'esercito nel 1902 per poter intraprendere una carriera da calciatore professionista.
Negli anni avvenire tornò nuovamente a far parte dell'esercito arruolandosi nel reggimento del Middlesex, dove tra l'altro salì al grado di maggiore.

## Carriera

### Club
Iniziò la propria carriera calcistica tra le file dell'Aston Villa venendo addirittura convocato in prima squadra, ma non ebbe mai occasione di scendere in campo in due anni. Successivamente è passato al Brighton nel 1904, totalizzando in una stagione 25 presenze e mettendo a referto due reti; tramite questa buona annata si guadagnò l'attenzione del Manchester United, che decise di prelevarlo nel 1905. Tuttavia, però, la sua annata non sarà delle migliori: scenderà in campo in sole tre occasioni venendo totalmente messo ai margini del progetto. Dopo essersi svincolato dai Red Devils, decise di vestire la maglia dei rivali del Manchester City. Nel 1909 si trasferirà al Birmingham City con il quale totalizzerà 56 presenze in tre anni. Nel 1912 venne acquistato dal Derby County a titolo definitivo, dove nelle prime due annate riuscirà a totalizzare 64 presenze prima di venire ceduto al Bradford City. Tornerà dopo pochi mesi al Derby County totalizzando 28 presenze in cinque anni. Nel 1919 venne ceduto al Norwich City, dove otterrà per la prima volta il ruolo di giocatore-allenatore. A fine stagione annuncerà il proprio ritiro dal calcio giocato, rimanendo ancora sotto contratto come tecnico per qualche mese prima che un riassetto societario terminò del tutto la sua esperienza.

### Nazionale
Nel 1914 ebbe l'occasione di giocare per la prima volta nella sua carriera per la Nazionale inglese, facendo il suo debutto in una gara persa per 3-0 dagli inglesi contro l'Irlanda all'Ayresome Park.

### Allenatore

#### Blackpool
Il 6 ottobre 1923 venne nominato come nuovo tecnico del Blackpool: la società gli offrì uno stipendio abbastanza elevato mettendogli a disposizione dell'ulteriore denaro per acquistare giocatori in grado di rafforzare la rosa. Inoltre, fu il responsabile della creazione del programma scouting della squadra. Nonostante il cambio di tattica, non ebbe molto successo alla corte dei Seasiders e si dimise nel 1927.

#### Wolverhampton, Notts County e Hull City
Nel luglio 1927 divenne nuovo tecnico del Wolverhampton. Inizialmente riuscì a portare la squadra alla vittoria del titolo di Second Division 1931-1932 con tanto di raggiungimento del secondo posto in classifica nella stagione di First Division 1937-1938, mentre più tardi annunciò che la sua squadra, per aumentare il proprio stato fisico, stesse facendo uso di ghiandole di scimmia, tecnica che in seguitò porto a livelli agonistici giocatori del calibro di Stan Cullis e Billy Wright.
Buckley lasciò il club nel 1944 per potersi accasare sulla panchina del Notts County, che gli avrebbe promesso uno stipendio di 4000 sterline all'anno. Dopo due anni venne messo alla guida tecnica dell'Hull City.

#### Leeds United e ultimi anni
Nel 1948 divenne ufficialmente il nuovo allenatore del Leeds United. Dopo il periodo natalizio convocherà in prima squadra il difensore John Charles, giocatore che divenne una vera e propria icona del club. Dopo poco, il tecnico decise di rivoluzionare totalmente i sistemi di allenamento e di gestione del club: durante le sessioni di allenamento riproduceva svariate canzoni in grado da concentrare di più i propri giocatori, aumentò i costi di ammissione ed impose il divieto di fumo a tutti i suoi uomini a due giorni dalla gara. Tuttavia, sotto la sua gestione, la squadra non migliorò del tutto e si dimise nell'aprile 1953.
Appena dopo le sue dimissioni, si unì al Walsall nelle vesti di tecnico. Dopo due annate decise di lasciare la squadra e di conseguenza anche le attività calcistiche.

## Palmarès

### Allenatore

#### Competizioni nazionali
- Second Division: 1

Wolverhampton: 1931-1932